# Janka

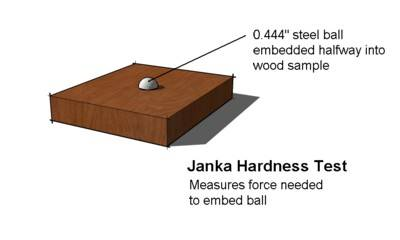

Janka is een maat voor de hardheid van hout. De hardheidswaarde volgens Janka geeft aan in welke mate een houtsoort tegen bepaalde drukkrachten bestand is. Voor de hardheidsbepaling van hout is die van Janka een veelgebruikte methode. De waarde wordt vaak gebruikt om de hardheid van houten vloeren te kunnen vergelijken omdat het ook een indicatie is voor de slijtvastheid. 
De hardheidswaarde volgens Janka wordt gedefinieerd als de kracht die benodigd is om een gladde stalen bol met een diameter van 11,284 mm tot precies de helft in het hout te drukken (volgens ASTM standaard). Dit is dus een diepte van 5,642 mm. De diameter van de stalen bol is gekozen omdat zo de oppervlakte van de grootste doorsnede van die bol (en daarmee de grootte van de indentatie) precies 100 mm² is (πr²).
Bij een houtsoort kunnen meerdere hardheidswaardes volgens Janka zijn aangegeven omdat hout een anisotroop materiaal is. De richting waarop de kracht is uitgeoefend ten opzichte van de vezelrichting van het hout is van belang. Zo is onderscheid te maken tussen langshout of kopshout: over het algemeen is kopshout harder. Voor langshout wordt de hardheid wel in zes categorieën onderscheiden, variërend van zeer hard (> 10500 newton) tot zeer zacht (< 1500 newton).
Ook de vochtigheidsgraad, versheid en het gewicht van het hout zijn in hoge mate van invloed op de hardheidswaarde. Gedroogd hout en hout met een hogere volumieke massa zijn harder.